# Kazimierz Bartel
Kazimierz Bartel (Lwów, Imperio austrohúngaro, 3 de marzo de 1882– Lwów, Polonia, 26 de julio de 1941) fue un político y matemático polaco, primer ministro en tres ocasiones de la Segunda República Polaca durante el periodo de entreguerras.

## Biografía

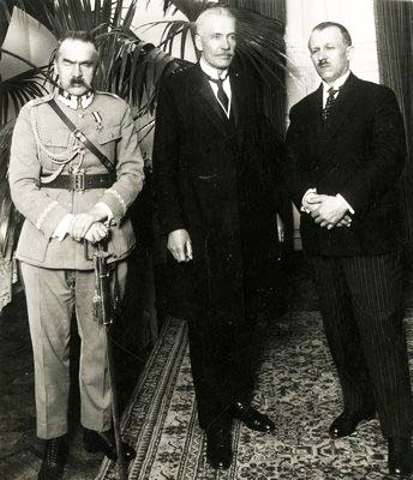
Bartel (a la derecha), junto a Józef Piłsudski e Ignacy Mościcki, en 1926.

Nacido el 3 de marzo de 1882 en Leópolis, entonces parte del Imperio austrohúngaro, ingresó en la facultad de Ingeniería Mecánica de la universidad local en 1901, para posteriormente acabar cursando también estudios de Matemáticas. Sirvió como ingeniero en el ejército polaco durante la Primera Guerra Mundial. Bartel, que ejerció el cargo de ministro de Líneas Férreas de la joven república polaca entre 1919 y 1920, pasaría a compaginar las ocupaciones de matemático y de político. Tras el éxito del golpe de Estado de mayo por parte de Piłsudski, fue nombrado primer ministro por primera vez y ocupó el cargo entre el 15 de mayo y el 30 de septiembre de 1926. Volvería a repetir como primer ministro entre el 27 de junio de 1928 y el 13 de abril de 1929 —cuando dimitió al no superar una cuestión de confianza en el Parlamento— y entre el 29 de diciembre de 1929 y el 17 de marzo de 1930.
Falleció ejecutado por los nazis en la masacre de profesores de Leópolis el 26 de julio de 1941 en su ciudad natal, durante la ocupación de Polonia por el Tercer Reich.